# The Village (film)
The Village är en amerikansk film från 2004.

## Handling
I en isolerad by i Pennsylvania 1897 har invånarna kommit överens med varelserna i de omkringliggande skogarna att om invånarna inte går in i skogen kommer heller inte varelserna nära byn. Men när Lucious Hunt (Joaquin Phoenix) behöver söka läkarhjälp i samhällena bortom skogarna bryts avtalet, och hemskheter börjar hända.

## Om filmen
The Village är regisserad av M. Night Shyamalan efter eget manus. Shyamalan har tidigare regisserat bland annat Sjätte sinnet och Signs.

## Rollista (i urval)
- Bryce Dallas Howard - Ivy Walker
- Joaquin Phoenix - Lucius Hunt
- Adrien Brody - Noah Percy
- William Hurt - Edward Walker
- Sigourney Weaver - Alice Hunt
- Brendan Gleeson - August Nicholson
- Judy Greer - Kitty Walker